# Calàbria agulla
La calàbria agulla o agullat àrtic (Gavia arctica) té el bec una mica semblant al de la calàbria grossa però, en canvi, no té el cap fosc i mostra una taca fosca al coll.

## Distribució geogràfica
Dins la raresa, és la més nombrosa de les calàbries i es localitza més aviat a l'Empordà que no pas al Delta de l'Ebre.

## Hàbitat
A diferència de la calàbria petita, es troba tant en llacunes litorals com en interiors, sempre que hi hagi peixos en abundància.